# Lingua turca karamanlı

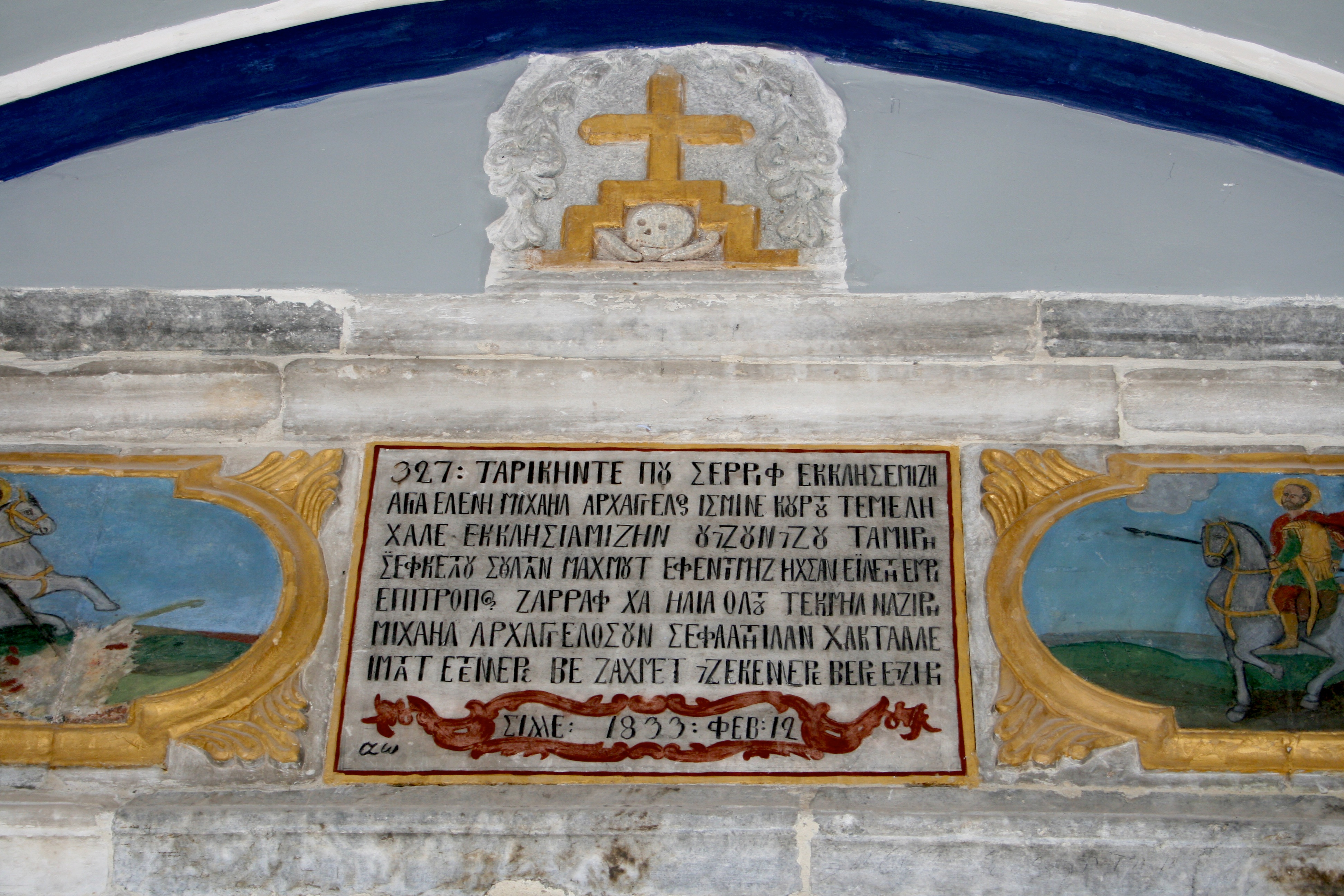
Un'iscrizione in turco karamanlı all'entrata dell'ex chiesa ortodossa di Agia Eleni a Sille, vicino Konya.

La lingua turca karamanlı è sia una forma di turco scritto, sia un dialetto turco parlato dai karamanlidi, una comunità di cristiana ortodossa di lingua turca nella Turchia ottomana.
Mentre il turco ufficiale ottomano era scritto usando l'alfabeto arabo, i karamanlidi per scrivere la loro forma di turco usavano l'alfabeto greco. Tali testi oggi sono chiamati karamanlidika (in greco antico: Καραμανλήδικα / Καραμανλήδεια γραφή?) o turco karamanlı. Il turco karamanlı ebbe una sua tradizione letteraria e produsse numerose opere pubblicate in stampa nel XIX secolo, alcune pubblicate da Evangelinos Misailidis, dalla casa editrice Anatolì o Misailidis (Misailidis 1986, 134). Gli scrittori e i locutori di karamanlı furono espulsi dalla Turchia come parte dello scambio di popolazioni greco-turco del 1923. Alcuni parlanti conservarono la propria lingua nella diaspora. La forma scritta cessò di essere usata immediatamente dopo che lo stato turco adottò l'alfabeto latino. Un frammento di un manoscritto scritto in karamanlı è stato anche trovato nella geniza del Cairo.